# Salvethymus
Salvethymus is een monotypisch geslacht van straalvinnige vissen uit de familie van de Salmonidae (Zalmen).

## Soort
- Salvethymus svetovidovi Chereshnev & Skopets, 1990